# Alhaji Gero
Salisu Abdullahi „Alhaji“ Gero (* 10. Oktober 1993 in Kano) ist ein nigerianischer Fußballspieler.

## Karriere
Gero spielte in seinem Heimatland für die Lobi Stars, Kaduna United und die Rangers International. Bereits frühzeitig wurde er in die nigerianische A-Nationalmannschaft berufen, mit der Nigerianische Fußballnationalmannschaft (U-20-Männer) belegte er bei der U-20-Afrikameisterschaft 2013 den dritten Platz und erreichte bei der U-20-Weltmeisterschaft 2013 im Sommer das Achtelfinale.
Im Sommer 2013 wechselte Gero nach Europa und schloss sich dem schwedischen Klub Östers IF an, bei dem er einen bis Jahresende 2017 gültigen Vertrag unterzeichnete. Bis zum Ende der Saison 2013 erzielte er in zehn Spielen nur ein Tor und der Klub stieg aus der Fotbollsallsvenskan in die Superettan ab. Dort erzielte er neun Tore, aber auch hier beendete die Mannschaft die Saison auf einem Abstiegsplatz und er ging im Januar 2015 nach Dänemark zu Viborg FF in die 1. Division. Im Sommer des Jahres stieg er mit der Mannschaft in die Superliga auf, war aber dort dann kaum als Stammspieler unterwegs. Daraufhin kehrte er im Januar 2016 nach Schweden zurück und spielte fortan für den Erstliga-Aufsteiger Östersunds FK. 2017 gehörte er beim 4:1-Sieg über IFK Norrköping im Pokalfinale zu den Torschützen. Anschließend spielte er mit der Mannschaft in der UEFA Europa League 2017/18, wo sie u. a. Hertha BSC aus dem Wettbewerb kickten und trotz eines 2:1-Siegs im Emirates im Sechzehntelfinale am FC Arsenal scheiterte.
Im Sommer 2018 wechselte Gero in den Iran zu Esteghlal Teheran. Aber schon im Februar 2019 kehrte er zu Östersunds FK zurück. Im Sommer wechselte sie innerhalb der schwedischen Meisterschaft zu Helsingborgs IF. Nach drei Jahren zog es ihn nach Finnland, und ab 2024 war er in Indonesien aktiv.